# Ай-Тутлейммозым
Ай-Тутлейммозым — река в России, протекает по Ханты-Мансийскому району Ханты-Мансийского АО. Является правой составляющей реки Итьях, левая — Тутлейммозым. Длина реки составляет 18 км.
Река протекает преимущественно на юг по безлюдной болотистой местности. Основные притоки: Мотласоим (правый) и Харсоим (левый).

## Данные водного реестра
По данным государственного водного реестра России относится к Верхнеобскому бассейновому округу, водохозяйственный участок реки — Обь от города Нефтеюганск до впадения реки Иртыш, речной подбассейн реки — Обь ниже Ваха до впадения Иртыша. Речной бассейн реки — (Верхняя) Обь до впадения Иртыша.
Код объекта в государственном водном реестре — 13011100212115200051502.